# Zoo de Dokoutchaïevsk
Le zoo de Dokoutchaïevsk  est une institution culturelle ukrainienne. 

## Description
Le zoo de Dokoutchaïevsk est le seul de l'oblast de Donetsk et l'un des derniers créés en Ukraine. Il est le fait de l'usine locale qui se nomme Flux-Dolomite[pas clair].
En plus du zoo, il y a un arboretum, un terrarium, un musée des machines de la carrière de Dokuchaevskiy Flux-Dolomitny Kombinat, un chemin de fer pour enfants et d'autres attractions. En 2013, l'entrée au zoo devient gratuite (des frais sont facturés séparément pour l'arboretum, le terrarium et l'utilisation de certaines attractions). 

## Galerie

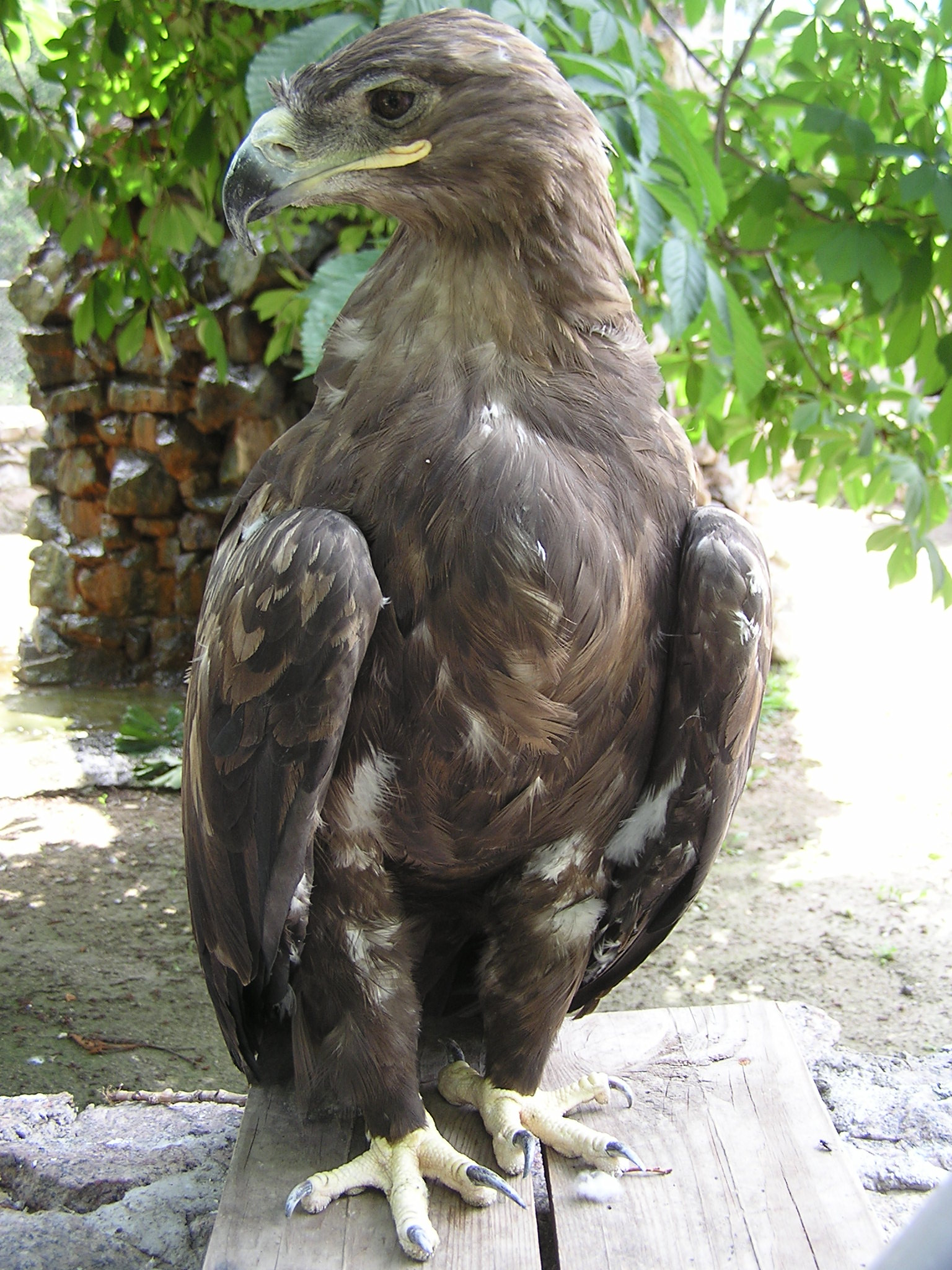
Aigle.
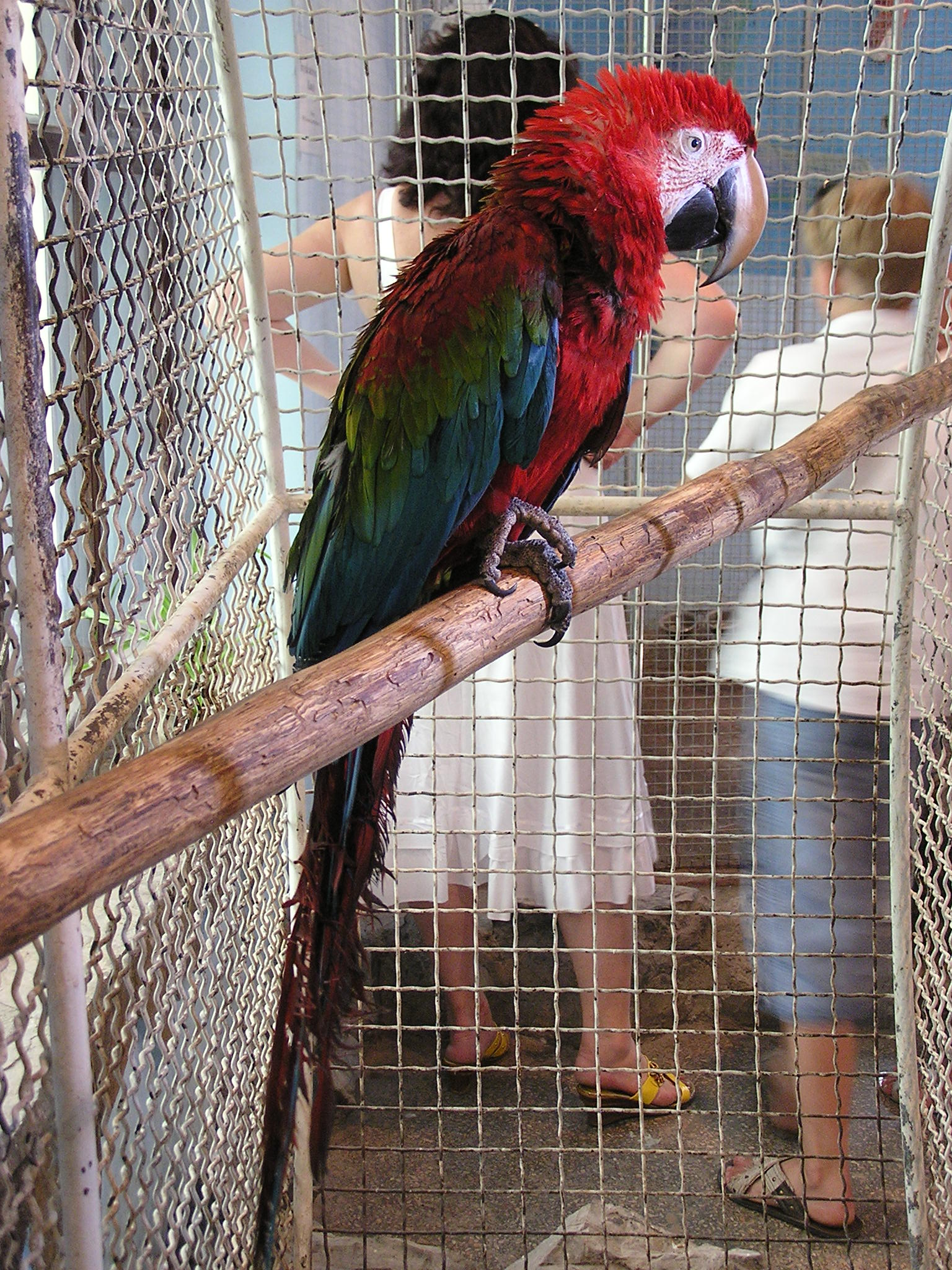
Ara.
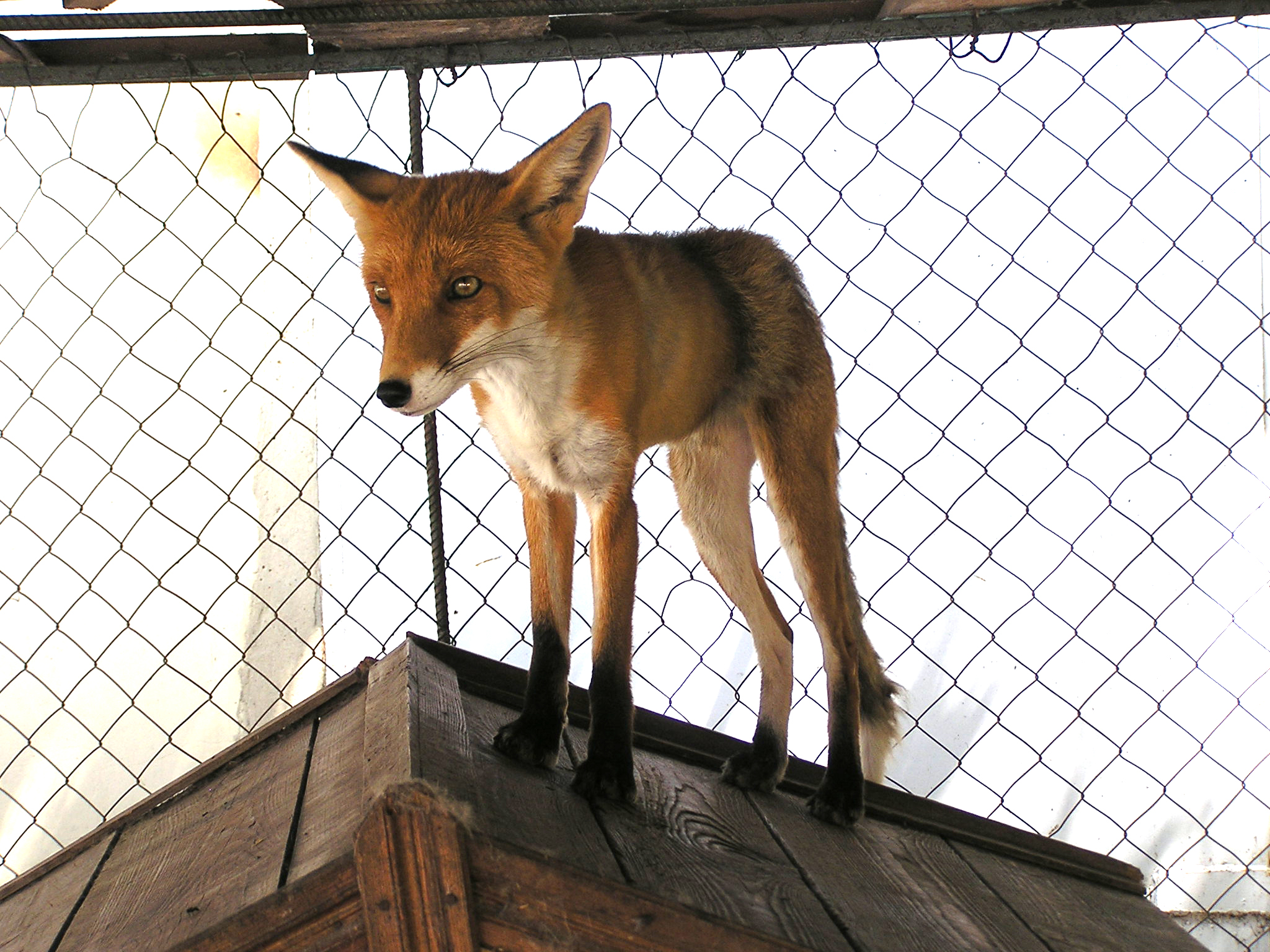
Renard.
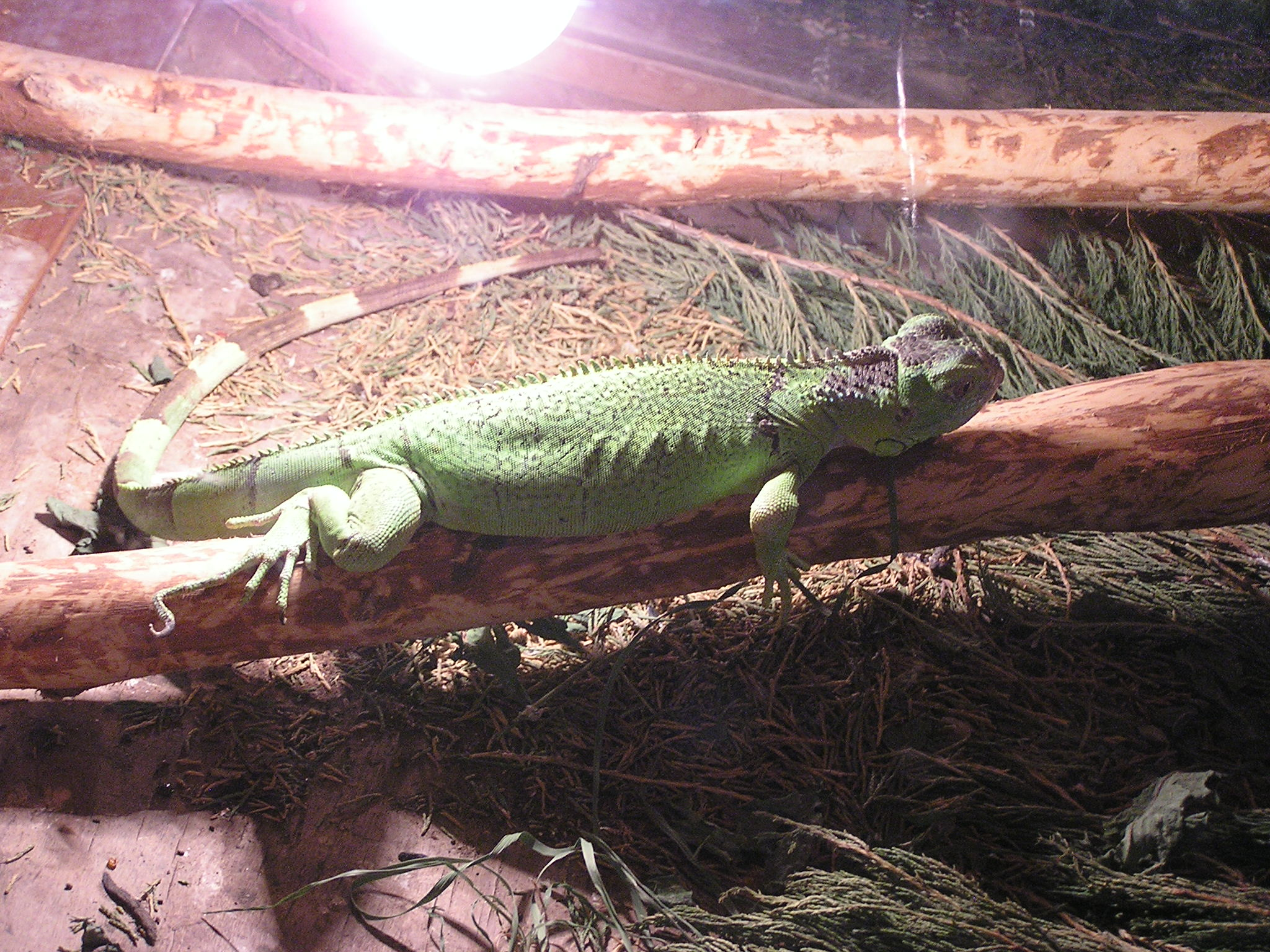
Lézard.